# Kirsten Muster

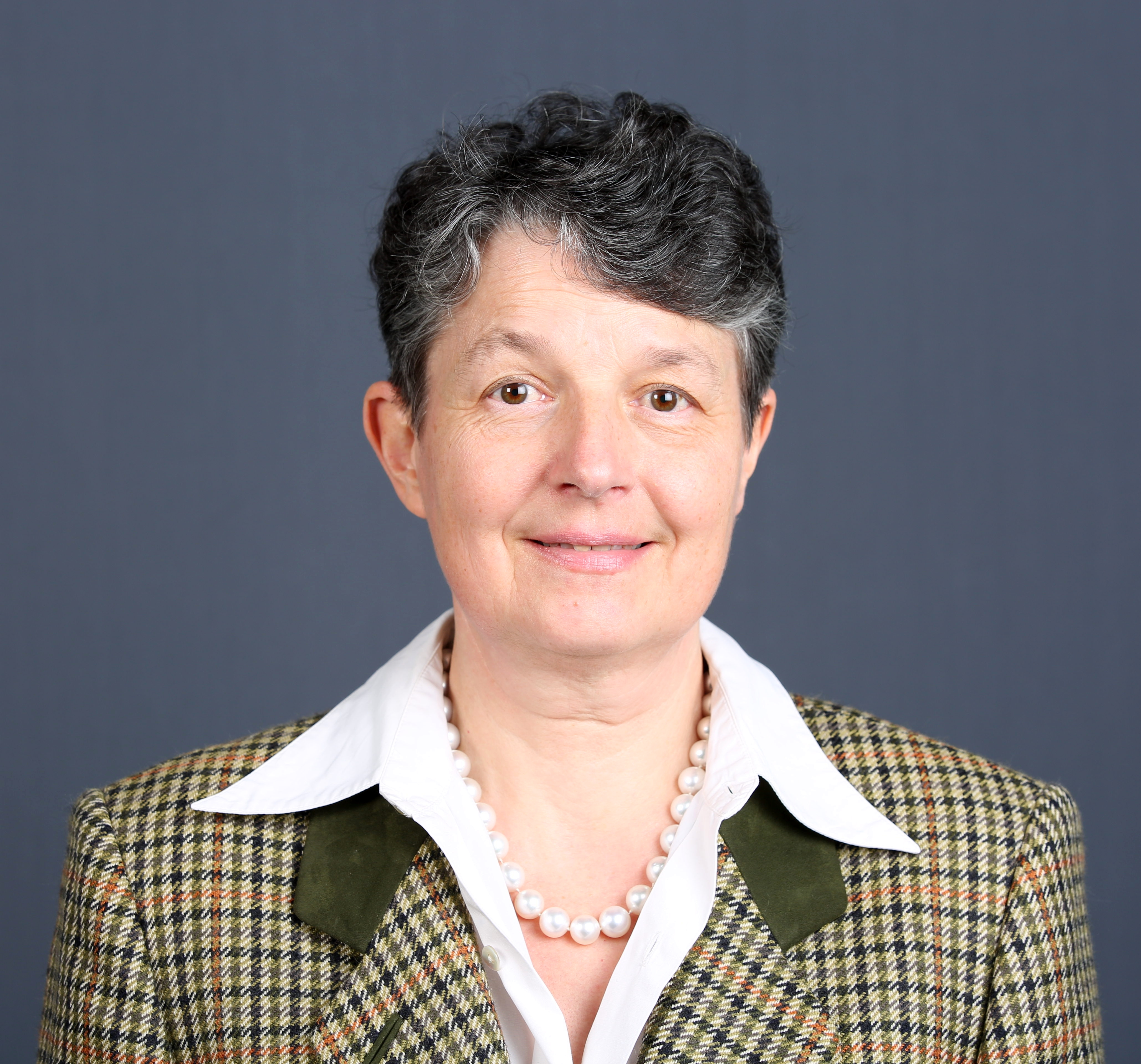
Kirsten Muster (2016)

Kirsten Muster (* 27. November 1960 in Otterndorf) ist eine deutsche Rechtsanwältin und Politikerin (WU, zuvor Die blaue Partei und AfD). Sie war seit der Landtagswahl in Sachsen 2014 bis zur Landtagswahl in Sachsen 2019 Abgeordnete im Sächsischen Landtag.

## Leben
Muster legte ihr Abitur 1979 in Otterndorf ab und studierte Rechtswissenschaften an der Universität Kiel. Ihre Referendarausbildung durchlief sie am Oberlandesgericht Stuttgart. Muster promovierte 1990 an der Universität Kiel zum Dr. iur. mit dem Thema Die Reinigung der Evangelischen Landeskirche in Baden 1945–1950. Nach wissenschaftlicher Mitarbeit bei Eberhard Schmidt-Aßmann am öffentlich-rechtlichen Lehrstuhl der Universität Heidelberg führt sie seit 2003 als Rechtsanwältin eine eigene Kanzlei.
Ihr Mann Michael Muster, ebenfalls Rechtsanwalt, Die-blaue-Partei-Gründungsvorsitzender und auch zuvor AfD-Mitglied, war Abteilungsleiter im sächsischen Finanz- und Justizministerium. Das Paar lebt in Moritzburg und hat zwei Kinder.

## Politisches Engagement
Muster wurde 2014 bei der Landtagswahl in Sachsen per Landesliste der AfD Sachsen in den Landtag gewählt. Am 26. September 2017 verließ sie zusammen mit der damaligen Partei- und Fraktionsvorsitzenden Frauke Petry und dem parlamentarischen Geschäftsführer Uwe Wurlitzer die AfD-Fraktion, behielt aber ihr Mandat. Am 1. Oktober 2017 trat sie aus der AfD aus und in Die blaue Partei ein.
Sie war (Stand Oktober 2017) Mitglied in folgenden Landtagsausschüssen: 
- Wahlprüfungsausschuss[6]
- Verfassungs- und Rechtsausschuss[7]
- Ausschuss für Wissenschaft und Hochschule, Kultur und Medien[8]

Ein erneuter Einzug in den Landtag nach der Landtagswahl in Sachsen 2019 am 1. September 2019 gelang nicht.
Seit der Gründung des Landesverbandes der Werteunion in Sachsen ist Muster Stellvertretende Landesvorsitzende der Partei.